# Отто Ран
О́тто Вільге́льм Ран (нім. Otto Wilhelm Rahn; 18 лютого 1904 — 13 (14) березня 1939) — німецький письменник, історик-медієвіст, археолог, арманіст, оберштурмфюрер СС. Відомий своїми працями, які присвячені пошуку Святого Грааля та дослідженням віровчення катарів. 
З 1936 року вступив до наукового товариства «Аненербе», де очолив і провів низку найвідоміших експедицій Третього Рейху, завданням яких було знайти Святий Грааль.
У 1937 році Рана звинуватили в гомосексуальності та в тому, що у нього єврейське коріння, унаслідок чого 1939-го року видатний історик загадково помер на горі Куфштайн в австрійських Альпах — за офіційною версією покінчив життя самогубством.
Отто Вільгельм Ран згодом став одним із прототипів для героя серії пригодницьких фільмів Індіани Джонса.

## Біографія

### Дитинство, юність
Отто Ран народився 18 лютого 1904 року у віруючій родині чиновника юстиції Карла Рана та Клари Гамбургер. З раннього дитинства батьки виховували в ньому високі моральні якості, ще школярем Отто почав цікавитися історією стародавніх країн та народів. Особливий інтерес хлопчик виявляв до катарицизму, християнського віровчення середньовіччя та з часом визнане єрессю католицькою церквою, — це захоплення молодого Отто переросло в майже релігійне переконання.

Діва Святого Грааля

Навчався у гуманітарній гімназії у Бінген-ам-Рейні; згодом, коли його родина була вимушена переїхати, продовжував навчання в гімназії Ландграфа Людвіга. У період з 1922 по 1926 блискуче опанував юриспруденцію, німецьку філософію та історію за спеціальністю «література та філологія». Отто Ран мав намір написати дисертацію про провансальського трубадура Гійо, який своєю поемою про Святий Грааль надихнув тамплієра Вольфрама фон Ешенбаха створити лицаря Парцифаля, котрий нібито охороняв цю найтаємничішу християнську реліквію. Завдяки містичній опері Ріхарда Вагнера, яку композитор створив на основі твору Ешенбаха, у багатьох науковців повторно виникла зацікавленість до пошуків Святого Грааля — серед них був молодий Ран.
Святий Грааль за переказами — чаша, з якої пив Господь на Таємній вечері;  у чаші, за легендою, збереглися краплини крові розіп'ятого Христа: за повір’ями — кожен, хто п’є з чаші, стає безсмертним.

### Пошуки Святого Грааля
З 1928 по 1932 рік Отто Ран, закінчивши університет та здобувши ступінь ліценціата права, подорожував країнами Західної Європи: відвідав Францію, Іспанію, Швейцарію, Італію. Молодий дослідник всерйоз займався пошуками різноманітних історичних фактів та пам’яток, пов’язаних зі середньовічними катарами — і дійшов висновку, що саме катарці оберігали Грааль, один із їхніх головних символів.
У 1929 році Ран зробив висновок, що Святий Грааль, згідно з багатьма міфами та легендами, заховано в замку Мунсальвеш (у перекладі — «рятівна гора»): саме таку назву мала одна стародавня фортеця Монсегюр на півдні Франції. Улітку того ж року Отто переїхав до Лангедоку, оселився у селі Лавлане — і впродовж трьох місяців ретельно досліджував руїни колишнього замку катарів.
Ось що згадував про своє прибуття сам Отто: 
|  | Тривалий час я жив у горах Табора. Я був зачарований кришталевими залами і мармуровими криптами печер єретиків. Мої руки відкладали вбік останки «чистих» і лицарів, полеглих у «боротьбі за торжество духу», щоб жодна нога не зруйнувала їх. Коли мої кроки печерними коридорами віддавалися луною, то я часто зупинявся і прислухався, не почується чи в товщі гори пісня трубадура про найвищу любов, що робить людину рівною до Бога… |

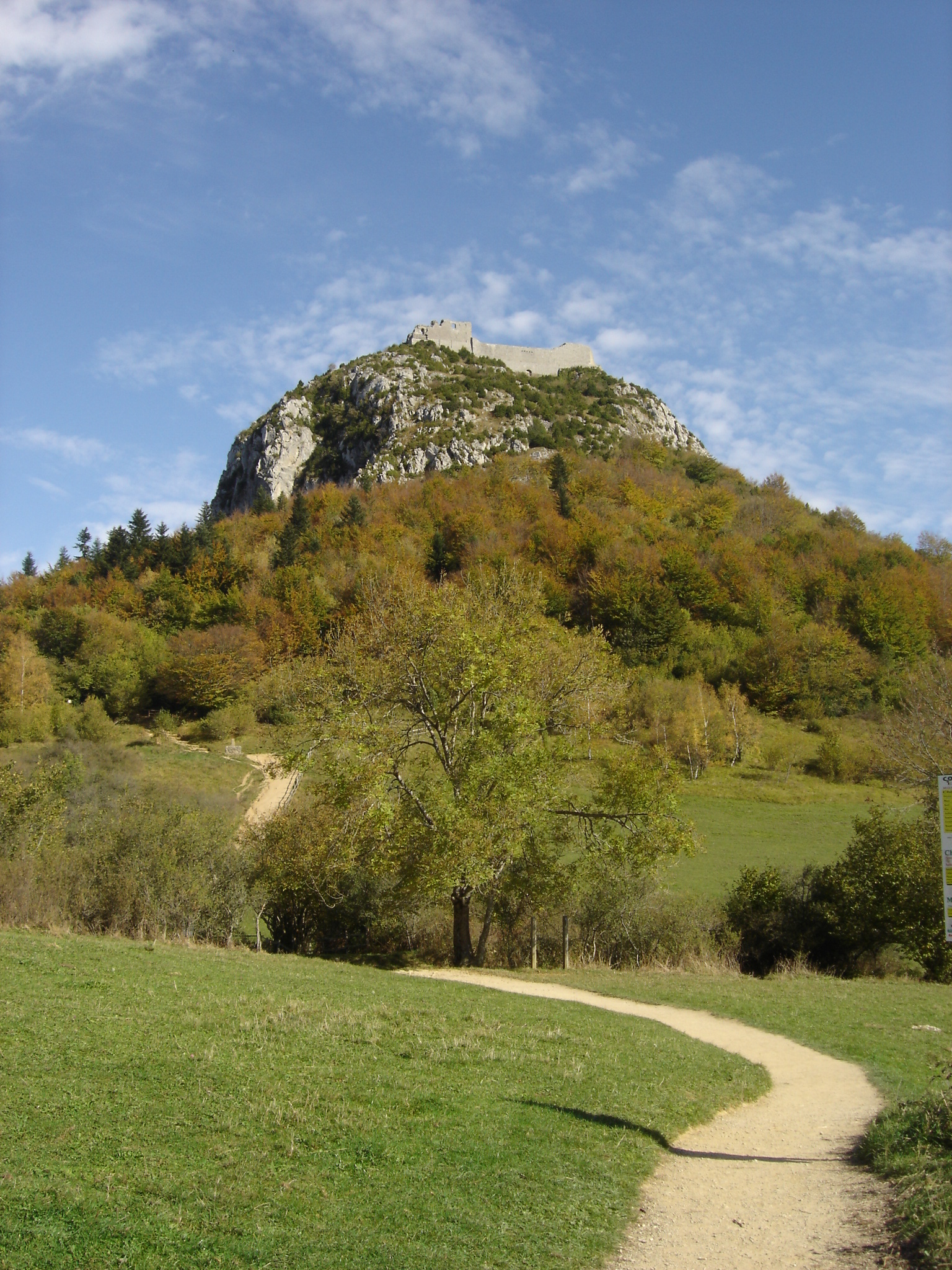
Гора та фортеця Монсегюр

Завдяки місцевому історику Антоніну Гадалю та ще кільком жителям цього краю, Ран знаходить залишки фортеці, вивчає гроти, підземні ходи, які були просто вкриті таємними символами, в тому числі і знаками тамплієрів. Уважно вивчивши план замку Монсегюр, Отто Ран визначив те, що той являє собою майже ідеальну симетрію. У той час молодий історик був упевнений на всі сто, що чаша Святого Грааля знаходиться саме тут. Паралельно шукач священного артефакту досліджує навколишні села, храм Ренн-ле-Шато, цвинтар, музеї. Все це минає недаремно, — хоча Грааль, звісно, так і не знаходить. Проте він зібрав великий історичний матеріал.
Дослідник вважав, що у свій час тамплієри змогли знайти Святий Грааль, який пізніше якимось чином перейшов у власність до вже згаданих катарів.
Катари, котрі заперечували все земне та вважали, що ікони та інші святині не потрібні істинно віруючим, вважали своїм головним ворогом католицьку церкву. Вони відкидали існування Раю та Пекла, а також майбутній Страшний Суд, не вірили і в страждання Ісуса Христа та не визнавали найголовнішу святиню Християнства — Хрест. Ненависть катарів до католицької церкви була настільки запеклою, що вони готові були об’єднуватися з усіма ворогами Риму. Дійшло навіть до того, що релігійні погляди катарів, або як їх пізніше називали — альбігойців, набули такої популярності, що стали загрожувати Папі Римському: саме тому у 1209 році папа Інокентій III оголосив хрестовий похід проти альбігойського віровчення. Війна тривала півстоліття — і врешті закінчилася поразкою альбігойців. Згідно з пізніше підтвердженими дослідженнями Рана, саме Монсегюр став останнім прихистком альбігойців: за стінами цієї фортеці єретики понад рік стримували атаки хрестоносців. Проте однієї ночі лицарі застосували важку катапульту та закидали замок камінням. У березні 1244 останній оплот альбігойців-катарців загарбали хрестоносці, а 257 єретеків, яким вдалося вижити та вцілити, загинули у страшних муках на вогні.
Однак побутує легенда, згідно з якою, в ніч перед останньою атакою декілька катарів встигли непомітно спуститися з гори та заховати найдорожчі реліквії катарицизму, зокрема й Святий Грааль. 
(Ран задокументував розповіді місцевих жителів про всі ці події.) Блукаючи підземними ходами та досліджуючи місцевість, Отто був упевнений, що знаходиться у кількох кроках від грандіозного відкриття, — і про це Ран писав: 
|  | Глибоко стурбованим я блукав кришталевими залами і мармуровими склепами. Мої руки перебирали кістки загиблих «чистих» і лицарів |

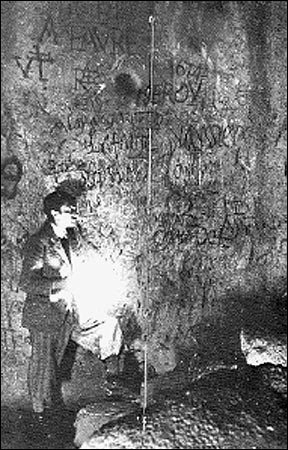
Отто Ран під час археологічної розвідки

До своєї першої книги, яка теж стосувалася пошуків Святого Грааля, Ран включив розповідь пастуха з Лангедоку про містичність реліквії: 
|  | У ті часи, коли стіни Монсегюра ще були цілі, катари зберігали там Святий Грааль. Монсегюр наражався на небезпеку. Його взяли в облогу армії Люцифера. Вони хотіли захопити Грааль, аби повернути його в діадему свого Принца, з якої він випав при падінні його ангелів. Тоді, в найкритичніший момент, із небес спустився білий голуб, який своїм дзьобом розбив Табір (Монсегюр) на дві частини. Есклармонда, хранителька Грааля, кинула священний дорогоцінний камінь у глибину розпадини. Гора знову зімкнулась, і Грааль таким чином був врятований. Коли дияволи увірвалися до фортеці, було вже пізно. Розлючені, вони спалили всіх «чистих» неподалік скелі, на якій стоїть замок у Полі Стовпа для Спалення. Всі «чисті загинули» на вогнищі, окрім Есклармонди де Фуа. Коли вона побачила, що Грааль врятований, вона вилізла на вершину гори Табор, обернулася білим голубом і полетіла вбік азіатських гір |

Коли Рану не вдалося купити земельну ділянку в Монсегюрі, молодий чоловік переїхав до сусіднього району Юссат. Там він провів дослідження руїн фортеці Лордат та близьких до неї печер Ломбріве.
Як було згадано раніше, Рану не вдалося знайти Грааль. Проте декілька цікавих фактів не можна обійти увагою: коли Отто Ран заповнював митну декларацію при переході франко-німецького кордону, він вказав досить дивний як для археолога предмет — «мідний котел для парової установки високої потужності». Деякі історики припускають, що то міг бути той самий Святий Грааль, проте всупереч цій версії існують такі припущення: навіщо Рану було продовжувати пошуки Грааля, коли б він вже знайшов святу реліквію? Також Ран знайшов чашу темно-червоного кольору, виготовлену з метеоритного заліза, яку подарував Антоніну Гадалю. Спочатку науковець вважав, що вона і є Святим Граалем, але невдовзі був розчарований знахідкою і продовжив свої пошуки.

### На службі Третього Рейху
У 1933 Отто Вільгельм Ран повертається до Німеччини, в якій за час його відсутності сталися разючі зміни: до влади приходить Гітлер, виникають нові ідеали, історію почали трактувати по-новому. Проте теорії Рана щодо Святого Грааля знаходять багатьох прихильників серед членів націонал-соціалістичної партії. Йому допомагають видати його першу книгу «Хрестовий похід проти Грааля». 

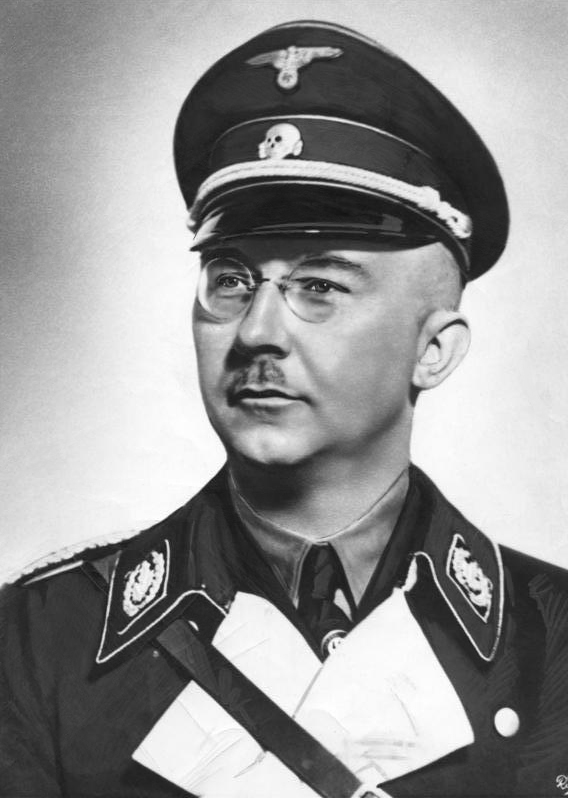
Рейхсфюрер СС Генріх Гіммлер

Невдовзі Раном зацікавлюється рейхсфюрер СС Генріх Гіммлер, схиблений на містиці та окультизмі. Він прочитав його книгу та запросив молодого і талановитого історика до «Аненербе» як цивільну особу.
За деякими джерелами Рану навіть вдалося створити щось на зразок таємного клубу неокатарів. Також Отто Рана іноді згадують як одного з членів товариства Туле, однак, скоріш за все, це лише припущення.
Отто сподобалася служба, і він швидко рухається кар’єрними сходами. Отримавши звання референта СС, він розраховував на те, що йому дозволять зібрати наукову експедицію на пошуки Грааля, проте його сподівання були марними. Гіммлер доручив науковцеві скласти своє генеалогічне дерево. Рейхсфюрер мотивував це тим, що його родинне коріння веде до Швейцарії, і досить важко з'ясувати його чистоту. Ран погоджується і їде до Швейцарії. Він блискуче виконує поставлену перед ним роботу, але повернувшись до Німеччини розуміє, що його талант нацисти лише використовують у своїх цілях. Отто впадає у депресію, а події стрімко розвиваються.
У 1936 році Рану пропонують офіційно вступити до СС — і вже незабаром його підвищують до унтершарфюрера СС та вводять до персонального штабу рейхсфюрера СС. А незадовго до цього всього восени 1935 року, відвідавши Вестервальд, Гессен і Баварію, Отто пише листа керівнику «Аненербе» про свої дослідження у пошуках Грааля на території Німеччини.
Іншою людиною, яка сильно вплинула на особистість Рана, був знаменитий окультист Рейху Карл Вілігут. Спочатку Отто працював у його відділі Головного управління СС з питань раси і поселення, а пізніше разом із Вілігутом входив до вищезгаданого штабу рейхсфюрера СС Генріха Гіммлера.
Полюбляв читати лекції на історичні теми. Найпопулярнішою була лекція про Люцифера як ворога єврейського Бога.
Влітку 1936 року отримав офіційний дозвіл від керівників СС на експедицію до Ісландії. Більшість своїх досліджень та вражень від неї описав у книзі «Двір Люцифера» (1937 р.). Парусно-моторним кораблем «Радгрід» командував Маркус Бірнбахер — довірена особа Гіммлера; науковою частиною повністю завідував Ран. Офіційним поясненням подорожі були етнографічні дослідження. Окрім Ісландії, науковці відвідали і дослідили археологічні пам'ятки Ґренландії.
У цей же період розпочав працю над третьою (останньою) книгою, яка, за його словами, мала стати найкращим і найповнішим його твором-дослідженням. Робоча назва праці звучала як «Орфей, або Подорож в пекло і назад». Доля цього рукопису трагічна. Після таємничої смерті Рана він зник. За однією з версій його викрали нацисти, за іншою — спалила мати Отто.
Усвідомлюючи велику відповідальність, вів щоденник, у якому записував за допомогою спеціального шифру (у вигляді віршів) інформацію про пошуки Святого Граалю.
Існують деякі документи, які вказують на те, що пошуками Священної Чаші цікавився й особисто Адольф Гітлер. Зокрема, він наказав використовувати для її віднайдення всі можливі матеріальні та фізичні ресурси та надавати Отто Рану та іншим археологам, задіяним у цій справі, всю можливу допомогу.

### Кінець сподіванням

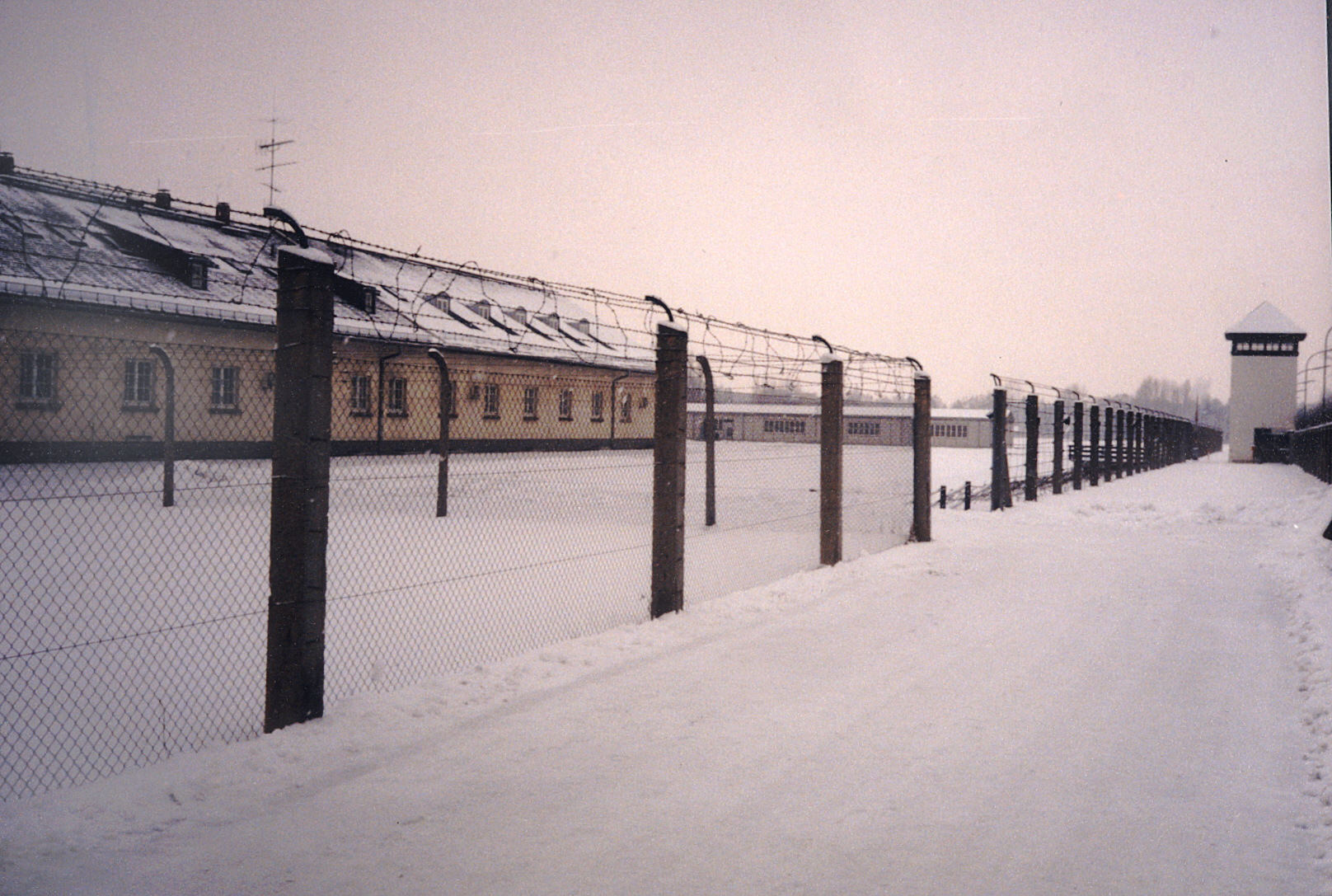
Концтабір Дахау

Кар’єра молодого вченого стрімко зростала - стрімко й обірвалася. У 1937 році Гіммлер отримав донос на Рана, що нібито в археолога є єврейське коріння та схильність до гомосексуальності (підозрювали, що за цим стояв Вольфганг Краузе — суперник Карла Вілігута, покровителя Отто Рана). Викликавши до себе Рана, рейхсфюрер почав кричати, що той невартий того, щоб знайти Святий Грааль. Отто почав захищатися, говорити, що це все брехня і цілковита дифамація, зведена на нього, — проте Гіммлер зауважив, що Ран не склав свого генеалогічного дерева, як інші СС-івці та у свої 32 роки досі неодружений. Начальник відділу, де служив Отто, Карл Вілігут теж потрапив в опалу і допомогти своєму підопічному вже не міг.
Отримав призначення на службу в дивізії СС «Мертва голова» в концентраційному таборі Дахау; витримав там 4 місяці, взимку 1938-1939 подав рапорт про відставку.
У своєму листі до друга писав: 
|  | Я засмучений тим, як йдуть справи в моїй країні. Два тижні тому я був у Мюнхені. Через два дні я волів вирушити до своїх гір. Терплячій, ліберальній людині такій як я, неможливо жити в такій країні, якою стала моя батьківщина. |

Своїм знайомим Ран в особистих бесідах розповідав, що його життя в страшній небезпеці. Аби якось зняти депресію, історик подорожує до Австрії — оселився в Альпах, у Куфштайні.

### Смерть

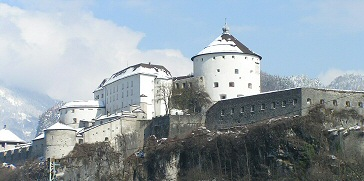
Місто Куфштайн

У подальшому біографія археолога надзвичайно містифікована. За офіційною версією, 13 березня 1939 року Ран вирішив прогулятися горами, а саме відвідати вершини гір Вільден-Кайзер. Коли персонал готелю, де він зупинився, помітив, що постоялець довго не повертається, була зібрана невелика експедиція, яка вирушила в гори шукати Рана. Люди знайшли його вже мертвим на схилі гори Куфштайн: він сидів зі спокійною посмішкою на обличчі. Потім експерти дійшли висновку, що науковець покінчив життя самогубством за допомогою ціанистого калію — у найкращих традиціях катарів, які на відміну від католиків, не вважали самогубство за непростимий гріх.
У своїй книзі 1933-го року Отто Ран писав: 
|  | Їхнє вчення дозволяло самогубство, але запевняло, що людина може покласти кінець своєму життю не через відразу, страх чи біль, а тільки з метою повного звільнення від матерії. |

Однак лишається дуже багато запитань і досі достеменно невідомо, чи Отто Ран загинув від своєї руки, чи йому допомогли…  Припускають, що Рана могли вбити за наказом Гіммлера, який хотів помститися йому за провальні експедиції та знищити непотрібного свідка.
Про смерть видатного археолога в німецьких газетах згадали лише короткими і стислими реченнями.
Офіційне пояснення його смерті було таким: 
|  | Отто Ран покінчив життя самогубством, прийнявши ціанистий калій. Причина — зміна психіки на політико-містичному ґрунті. |

18 травня 1939 року Карл Вольф, один з найближчих соратників Гіммлера, написав у газеті «Berliner Ausgabe» некролог:
|  | Через раптову бурю в горах, у березні або в січні, оберштурмфюрер СС Отто Ран трагічно загинув. Ми сумуємо про загибель нашого товариша, доброго і гідного есесівця та письменника, автора історичних, наукових робіт |

Ран часто маніпулював історією, залишав поза увагою ті факти, які суперечили його ідеї та історичним алюзіям. Тому повністю спиратися на ті дослідження, які він виклав у своїх двох книгах — це «Хрестовий похід проти Грааля» та «Двір Люцифера» — не слід.
До честі Отто Рана треба додати, що він був категорично проти мілітаризації тодішньої політики Німеччини і вважав, що його батьківщина повинна була не загарбувати нові території та народи, а своїм прикладом показати їм, як слід очищуватися від гріховності за віровченням катарів. Також був категорично проти війни із СРСР, яка розпочалася після його смерті.
Після загибелі Отто Вільгельма Рана нацисти продовжили пошуки Святого Грааля, спираючись саме на праці й дослідження Отто Рана.  (У 1943 р. зорганізували німецьку наукову експедицію з «Аненербе», котра до весни 1944 р. проводила розкопки в районі замку-фортеці Монсегюр і навіть далі. Коли в цей район почали підходити союзні війська, німецькі частини довго захищали гору та стару фортецю. Є свідчення, що результати археологічних розкопок та майже всю документацію, яку вів Отто Ран за життя, у 1945 році нацисти вивезли до Антарктиди, на секретну базу Нової Швабії.)

### Версії
Незважаючи на ці факти, побутує версія, начебто Отто Ран вижив. Точніше Гіммлер та деякі вищі урядники з «Аненербе» прийняли рішення інсценувати смерть Рана, аби той мав можливість позбавитися ганебного для «істинного націонал-соціаліста» єврейського коріння та звинувачень у гомосексуальності, а сам Ран уже повинен був з’явитися під іншим ім’ям і, по суті, стати іншою людиною. Точних підтверджень цій версії немає, проте є деякі цікаві факти, котрі вказують на її можливість. Зокрема, за офіційними документами, Отто Вільгельма Рана поховали в Дармштадті, але ретельні дослідження істориків не дають цьому підтверджень, хоча не дають вони й спростувань. Також у книзі відомого російського історика М. М. Непомнящого «Таємниці окультного Рейху» присутня така згадка: 
|  | Отто Ран, інший високопоставлений член СС, який за рік до того (у 1936) глибоко досліджував рух катарів у французькій Окситанії, у 1941 році вирушив до Іраку, щоб стимулювати там антиколоніальні повстання, а потім переїхав до Італії |

На користь даної версії свідчить і те, що обмерзлий труп Рана впізнали лише завдяки куртці та за паспортом в кишені. Однак на чому засновані такі дані — невідомо. Можливо, автор зробив грубу історичну помилку і сплутав Рана ще з кимось, а можливо й щось інше… Та все ж найвірогіднішою є загадкова смерть Отто Рана у 1939 році. Останній факт — найбільш підтверджений у науковому світі.
Також лишається невідомим, чому у такій поліцейській державі Рана довгий час не шукали, незважаючи на його фактичну втечу. Навіть родина археолога згадувала, що їх ніхто не питав зі спецслужб, де знаходиться Отто і причини його зникнення. Це було доволі дивним явищем і деякі дослідники життя Рана припускають, що керівництво СС знало про місцезнаходження історика.
Є версія, що начебто Рану вдалося знайти Грааль, точніше певний «ключ», який вів до розгадки знаходження Чаші, як начебто йшлося у його передсмертному листі. Але історик вирішив не розкривати цієї таємниці нацистам — і саме тому й покінчив життя самогубством, або ж його вбили СС-івці, зрозумівши, що той не видасть їм своєї таємниці. За цією ж версією, Ран спеціально підкинув фашистам дезінформацію, що Грааль треба неодмінно шукати у фортеці Монсегюр, таким чином повівши їх неправильним шляхом пошуків. Але реальних, фактичних підтверджень даній версії знайти зараз, мабуть, уже неможливо.
Також не можна повністю ігнорувати припущення істориків, що нацисти могли знайти Святий Грааль і в кінці війни надійно його сховали. В усякому разі, таємниці життя Отто Рана, як і пошук Святого Грааля, ще довго будуть виринати з небуття та вабити до себе багатьох дослідників та науковців.

Харрісон Форд у ролі археолога Індіани Джонс («У пошуках втраченого ковчегу»)

## Прототип Індіани Джонса
У 1977 році Джордж Лукас поділився разом зі своїм другом, режисером Стівеном Спілбергом, задумом щодо створення стрічки про героя, який би був «кращим за Бонда».
Коли згодом Лукас почав писати сценарій майбутнього фільму, одним з основних прототипів Індіани Джонса став саме Отто Ран (але окрім нього було ще 9 особистостей). А біографія Рана та його пошуки Святого Грааля у значно переробленому вигляді ввійшли до сюжету першої частини пригод Джонса «У пошуках втраченого ковчегу». Тільки замість німецького археолога та офіцера СС з’явився американець Індіана Джонс. 
У 1989 році в кінотеатрах вийшла третя частина пригод доктора археології «Індіана Джонс та останній хрестовий похід», де головний герой знайшов Святий Грааль.
Однак самі творці кіногероя Стівен Спілберг та Джордж Лукас відмовляються визнати, що Ран був прототипом Індіани, адже німецький археолог служив у СС, що може заплямувати репутацію доктора Джонса.

## Праці
- «Хрестовий похід проти Грааля» («Kreuzzug gegen den Gral: die Geschichte der Albigenser»; 1933)
- «Двір Люцифера: подорож до добрих духів Європи» («Luzifers Hofgesind: eine Reise zu den guten Geistern Europas»; 1937)

## Переклади українською
- Отто Ран. Двір Люцифера. Пер. з німецької Максима Солодовника. – Київ: Пломінь, 2024. – 283 с.